# Fürstentum Sedan

Wappen der de la Marck Fürsten von Sedan

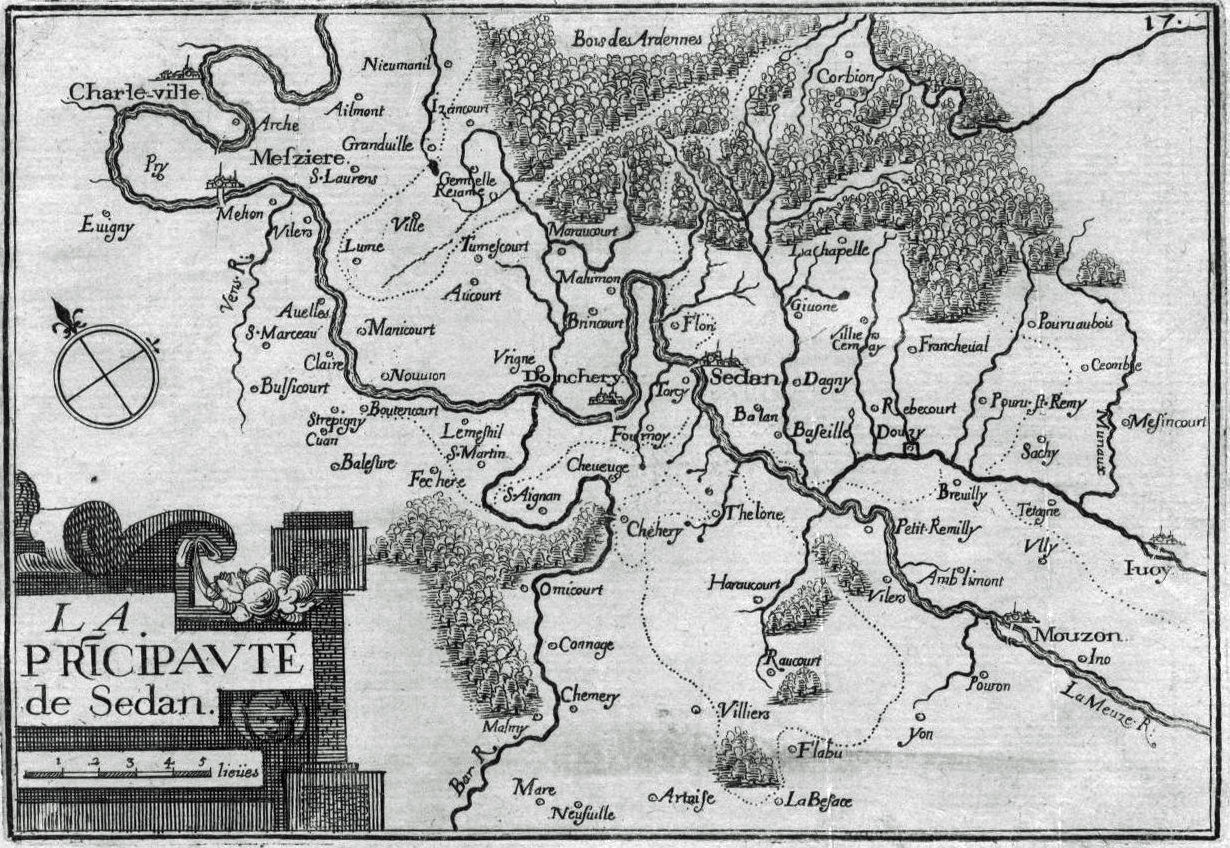
Karte des protestantischen Fürstentums Sedan

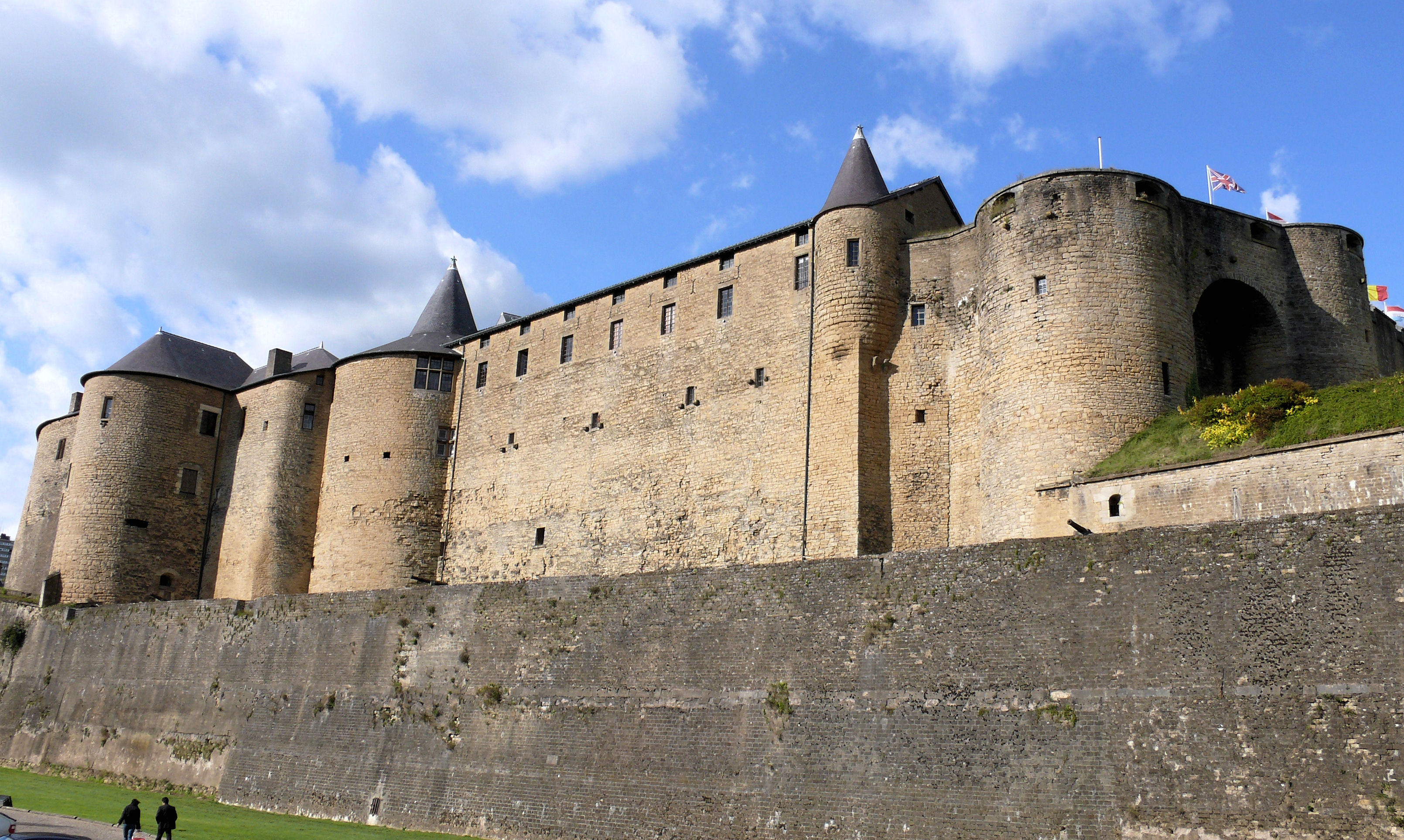
Château de Sedan, Sitz des Fürsten

Das Fürstentum Sedan war in der zweiten Hälfte des 16. und der ersten Hälfte des 17. Jahrhunderts ein unabhängiges Fürstentum innerhalb der Grenzen Frankreichs. Zentrum des Fürstentums war die Burg Sedan. Das Gebiet des Fürstentums befindet sich heute im nordöstlichen Frankreich, an der Grenze zu Belgien. Historisch war das protestantische Fürstentum zwischen katholischen Gebieten des französischen Königreichs und den spanischen Niederlanden geklemmt. Das Fürstentum wurde durch reformierte Protestanten aus den französischen Adelsfamilien de La Marck und de La Tour d’Auvergne regiert.

## Unabhängigkeit
Im Mittelalter war Sedan vom Lehen Mouzon abhängig, das sich im Besitz des Königs von Frankreich befand; die Herren von Sedan waren somit deren Vasallen. Nach dem Blutbad von Wassy 1562 und während des darauf folgenden Ersten Hugenottenkriegs proklamierten Henri-Robert de La Marck, Herzog von Bouillon, und seine Ehefrau Françoise de Bourbon-Vendôme, Tochter Louis’ III. de Montpensier, beides Protestanten, die Unabhängigkeit Sedans und sich zu Fürsten.
Das Fürstentum Sedan und Raucourt (so der vollständige Name) bestand aus den Orten: Illy, Givonne, Douzy, Pouru-Saint-Remy, Rubécourt-et-Lamécourt, Balan, Fleigneux, Daigny, Francheval, Bazeilles, La Chapelle, La Moncelle, Villers-Cernay, Raucourt-et-Flaba, Noyers-Pont-Maugis, Wadelincourt, Haraucourt, Thelonne, Bulson und Angecourt.

## Herren von Sedan
- 1420–1440 : Eberhard II. von der Marck-Arenberg
- 1440- : Jean I. de La Marck
- -1487 : Robert I. de La Marck
- 1497–1536 : Robert II. de La Marck
- 1536–1537 : Robert III. de La Marck
- 1537–1556 : Robert IV. de La Marck

## Fürsten von Sedan
- Henri I. Robert de La Marck (1539–1574) 1. Fürst von Sedan, seit 1556 Herzog von Bouillon ; ⚭ 1559 Françoise de Bourbon
- Guillaume Robert de La Marck (1563–1588) 2. Fürst von Sedan 1580–1588, Herzog von Bouillon
- Charlotte de La Marck (1574–1594) 3. Fürstin von Sedan 1588–1594, Herzogin von Bouillon ; ⚭ 1591 Henri de La Tour d’Auvergne
- Charles Robert de La Marck (1541–1622), Graf von Maulévrier und Braine, zweiter Sohn Roberts IV. de La Marck, Prätendent auf das Herzogtum Bouillon; wurde als Katholik beim Tod Charlottes, seiner Nichte, von der Nachfolge ausgeschlossen
- Henri de La Tour d’Auvergne (1555–1623), 4. Fürst von Sedan 1591–1623, ⚭ 1) Charlotte de la Marck ; ⚭ 2) Elisabeth von Oranien-Nassau, Tochter Wilhelms des Schweigers
- Elisabeth von Oranien-Nassau, 1623–1626 als Regentin
- Frédéric-Maurice de La Tour d’Auvergne (1605–1652) 5. Fürst von Sedan 1626–1642, Herzog von Bouillon; ⚭ Éléonore de Bergh

Fürst Frédéric-Maurice nahm 1642 an der Cinq-Mars-Verschwörung teil und musste als Gegenleistung für seine Begnadigung das Fürstentum an Frankreich abtreten. 1651 erhielt er es als französisches Lehen zurück.